# نمنمة الصبار
نمنمة الصبار (الاسم العلمي: Campylorhynchus brunneicapillus) هو نوع من أنواع طيور النمنمة وهو متوطن في أجزاء من جنوب غرب الولايات المتحدة وشمال ووسط المكسيك. إنه الطير الرمزي لولاية أريزونا، وأكبر نوع من أنواع طيور النمنمة في الولايات المتحدة. لون هذه الطيور هو بني مع وجود بقع سوداء وبيضاء، ولون رأسها في القسم العلوي هو ابيض ويمتد حتى نهاية العنق. الصدر أكثر بياضا، بينما الأجزاء السفلية تكون بلون القرفة (لون بني شبيه بلون القرفة). الجنسين متماثلين. الذيل عند هذه الطيور وكذلك بعض ريش الطيران؛ يحتويان على اللونين الأبيض والأسود. صوت ونداء هذا الطير قاسي وغليظ. وقد وصفه علماء الطيور بأنه يشبه صوت محرك السيارة المعطل الذي لا يدور. تتكيف طيور نمنمة الصبار بشكل جيد مع بيئتها الأصلية الصحراوية، وتلبي احتياجاتها للماء عن طريق نظامهما الغذائي - الذي يتكون بصورة رئيسية من الحشرات، ويكمله بعض المواد النباتية. تتغذى هذه الطيور وهي متواجدة على الأرض وتقضي معظم وقتها على الأرض أيضا في البحث عن الطعام حيث تعتبر هذه الطيور غير متمكنة من الطيران بشكل ناجع نسبيا. بشكل عام هنالك سبعة سلالات معترف بها.
اسمها يأتي من استخدامها المتكرر لنبات للساجوارو وصبار التشولا كمواقع للتعشيش، حيث توفر هذه النباتات الحماية لكلا من الطيور الصغيرة والبالغة. تصنع طيور نمنمة الصبار أعشاشها على شكل كرة القدم الأمريكية، تبدأ اولاً باستعمال مواد نباتية، ثم تصفصفها مع ريش. نمنمة الصبار تعتبر طيور غير مهاجرة، بل تحدد وتستقر بمناطق حول أعشاشها وتدافع عنها. طيور نمنمة الصبار تعيش كأزواج، أو كمجموعات عائلية من أواخر فصل الربيع حتى فصل الشتاء. الأزواج عند هذه الطيور هي أحادية الزواج؛ حيث تحتضن الإناث البيض بينما يبني الذكور أعشاشًا جديدة، وكلا الوالدين ينفذا مهمة إطعام الصغار.
انخفض عدد افراد هذا النوع من الطيور نتيجة تهديدات تتعلق بالأنشطة البشرية وفقدان الموائل. خسارة الموائل وانتشار الحرائق يشكلا مصدر تهديد كبير بالنسبة لهذه الطيور؛ حيث تعتبر طيور نمنمة الصبار طيور بطيئة وبليدة في التشتت والانتشار لموائل جديدة. مجموعة احياء متنوعة من الأنواع التي تم إدخالها؛ مثل الأعشاب الغريبة والقطط المنزلية، أضرت أيضًا بعدد افراد هذا الطير. على الرغم من هذه التهديدات، أثبتتت طيور نمنمة الصبار على أنها قابلة التكيف وأعداد افرادها يقدر بالملايين  –  مما دفع الاتحاد الدولي للحفاظ على الطبيعة إلى اعتبار أن التهديد الذي يواجه طيور نمنمة الصبار يعتبر من الأقل إثارة للقلق؛ أي انها غير مهددة بخطر الانقراض.

## علم التصنيف

### السلالة وانواعها
- C. b. couesi
- C. b. sandiegensis
- C. b. bryanti
- C. b. purus
- C. b. seri
- C. b. affinis
- C. b. brunneicapillus
- C. b. guttatus

## الوصف

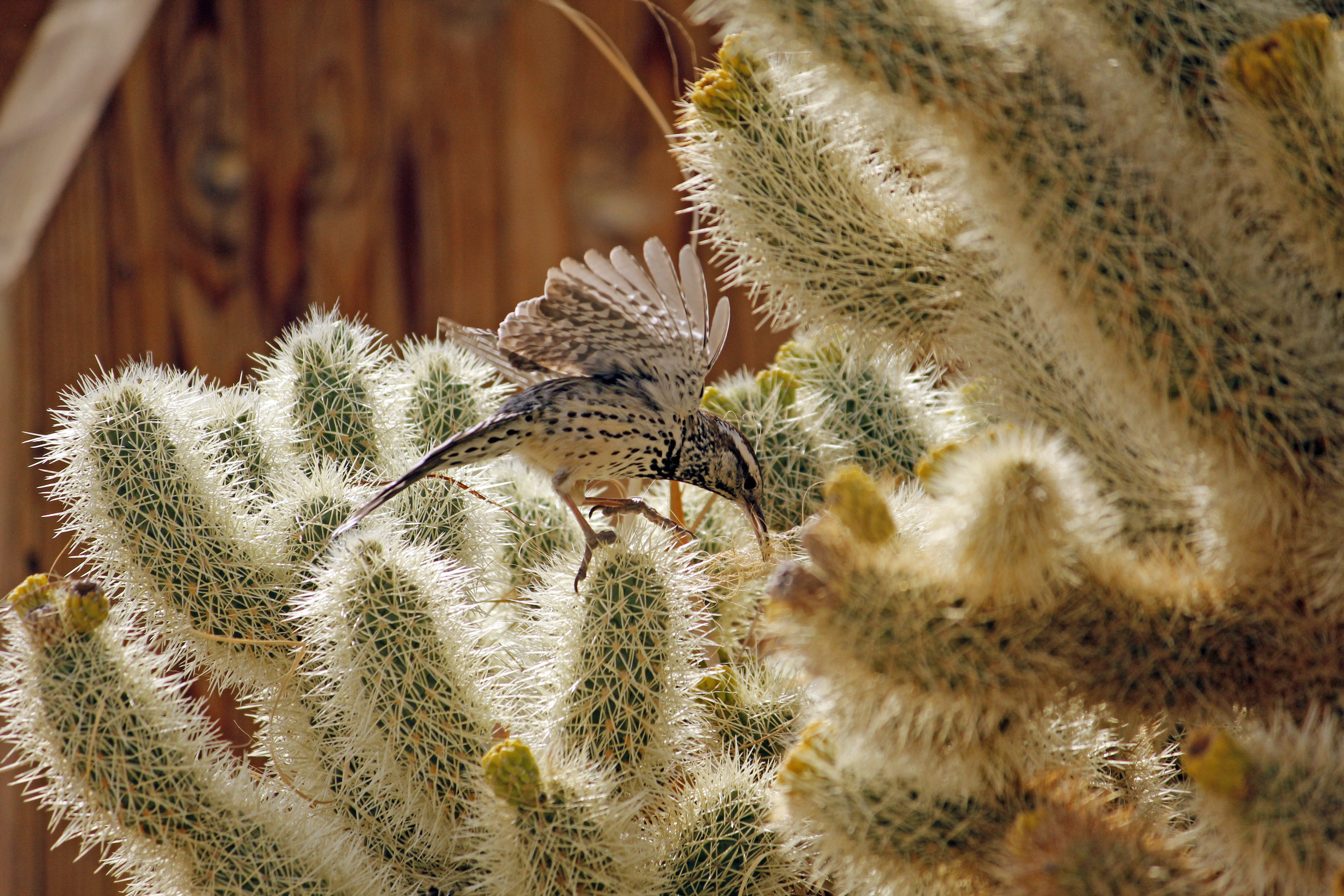
هبوط في نبتة التشولا أثناء بناء العش. لاحظ ريش الطيران الرئيسي، والذي يمكن تمييزه عن ريش الطيران الثانوي من خلال تفرعه وشفافيته الاكثر وضوحا.

نمنمة الصبار هي أكبر نوع من طيور النمنمة الموجودة في الولايات المتحدة. طولها يقدر ما بين حوالي 18 سنتيمتر (7.1 بوصة) و 19 سنتيمتر (7.5 بوصة)، وتزن ما بين حوالي 33.4 غرام (1.18 أونصة) و 46.9 غرام (1.65 أونصة)، متوسط (معدل) وزنها هو حوالي 38.9 غرام (1.37 أونصة). : 207 تمتلك هذه الطيور منقار سميك وثقيل، لونه أسود فاتح وباهت، يكون منحني نحو الأسفل قليلاً، ويبلغ طوله حوالي طول الرأس تقريبًا. : 1 الفك السفلي لونه رمادي وشاحب. الذيل طويل ومستدير الشكل. : 207
لون نمنمة الصبار هو بني مع وجود بقع بيضاء اللون. لون تاجها شبيه بلون الشوكولاتة البنية ويحتوي على ضرب خفيف من اللون الاحمر الفاتح. اعلى راسها (الحاجب) يكون لونه أبيض مميز حيث يمتد من المنقار إلى نهاية العنق. ظهر العنق ملون باللون البني، مع علامات بيضاء اللون. الذقن بيضاء اللون، بينما الرقبة نفسها تحوي علامات سوداء على خلفية بيضاء في الغالب. صدر هذه الطيور أبيض مع وجود بقع بنية أو سوداء اللون. بطنها لونه ابيض بشكل عام، مع وجود بعض اللون البني أو الأسود. الردف والظهر لونهما رمادي-بني مع وجود خطوط بيضاء وسوداء. كل من الأجزاء السفلية والأجنحة السفلية، يكون لونها شبيه بلون القرفة.

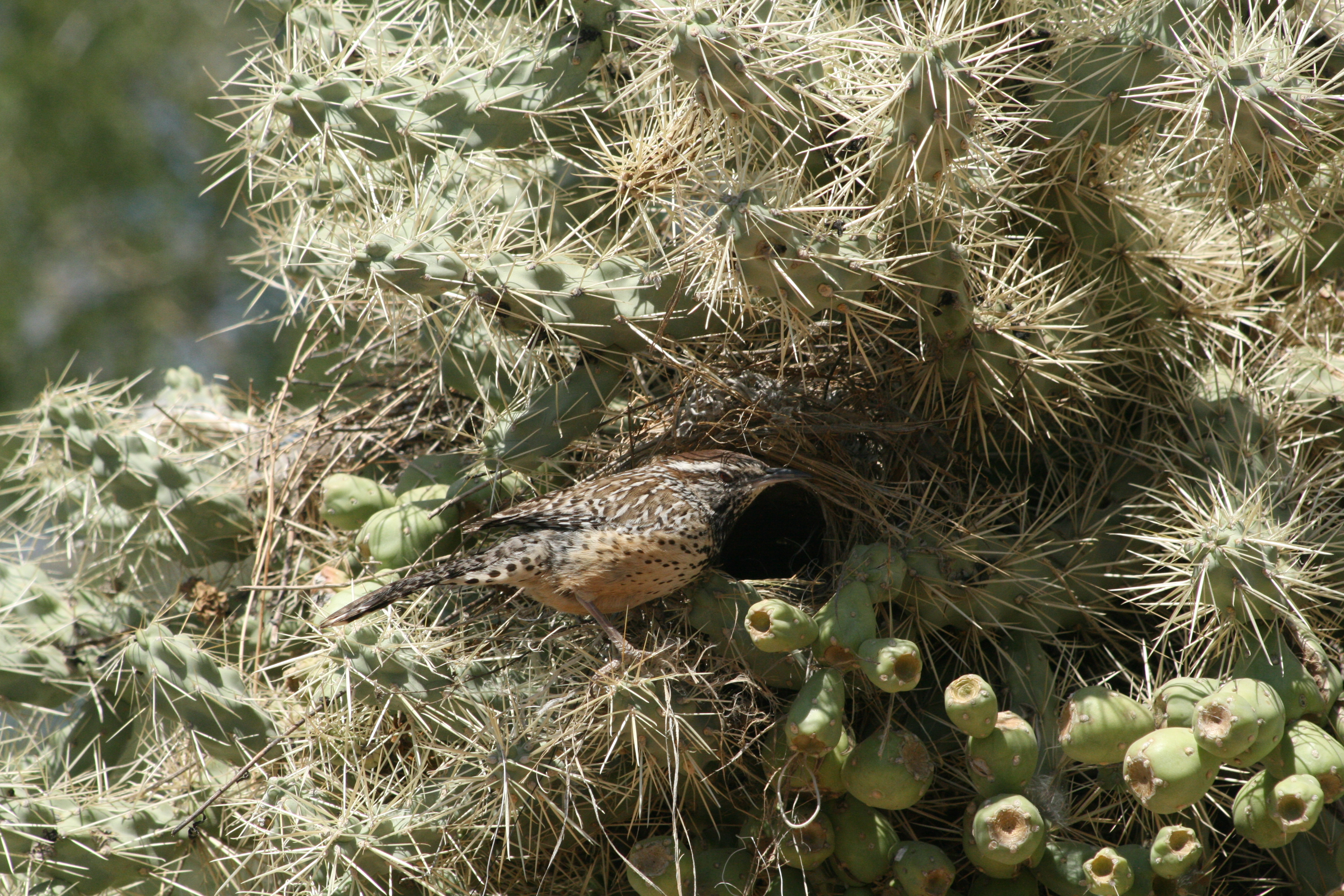
بالقرب من مدخل العش المتواجد في صبار تشولا. على الرغم من الأشواك الشائكة، إلا أن ريش طير النمنمة هذا لا يزال في حالة جيدة.

الذكور والإناث شبيهة الشكل والمنظر. يمكن تمييز الطيور اليانعة، التي لم تبلغ بعد، من خلال الوانها الشاحبة وبسبب عيونها ذات اللون البني الأحمر أو الرمادي-البني. يكون لون عيون الطيور البالغة أكثر بني-أحمر أو احمر. سمات مميزة أخرى للطيور الصغيرة اليانعة هو عدم وجود خط أبيض على ظهر الرقبة، وعلامات الصدر السوداء تكون أقل وضوحًا. فصب الصيف غالبا ما يكون له تأثير قاسي على الريش. والشمس الصحراوية الشديدة والنباتات الشائكة تتلف وتقضي على الريش. تمزق وتبلي الريش يجعل عملية التعرف على الطيور اليانعة أكثر صعوبة. يتم استبدال مجموعة الريش البالية عن طريق عملية طرح الريش، التي تمر خلالها الطيور البالغة من شهر يوليو إلى شهر أكتوبر  –  عادة، يحدث ذلك في الأراضي التي تستوطنها  –  ولكن لا تفقد الطيور كل ريشها في موسم واحد.
على الرغم من أن طيور نمنمة الصبار تشبه غيرها من الأصناف الموجودة في جنسها، إلا أن تحديد هوية وتمييز نمنمة الصبار يصبح سهلا بسبب ان موطنه لا يتداخل مع موطن النوع الآخر من النمنمة وهو Campylorhynchus wrens. فرق ملحوظ الذي يمكن أن يساعد في تمييز طيور نمنمة الصبار، هو اللون الأبيض الذي يتخلل ريش الذيل عند طيرانه. النمنمة المرقطة شبيهة بنمنمة الصبار، ولكنها أكثر شحوبًا ولديها علامات لونية أقل، وموئلها يقع في غابات البلوط (وهي أمكنة التي لا تتواجد بها طيور نمنمة الصبار عادة).

### صوتها ونداءها

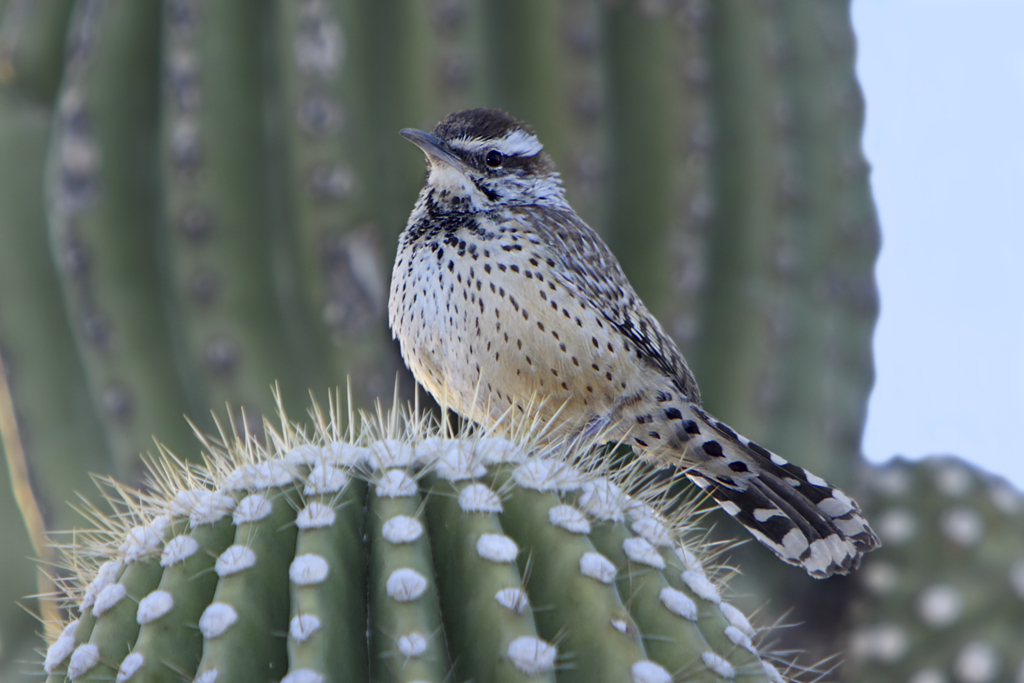
صبار الSaguaros هو مكان مفضل للغناء منه بالنسبة لطير نمنمة الصبار

النداء الرئيسي لطيور نمنمة الصبار هو عبارة سلسلة من الاصوات القاسية والغليظة، والتي تزداد في قوتها وحدتها مع استمرار الأغنية أو النداء الذي يصدره الطير. يدوم كل جزء من النداء حوالي أربع ثوانٍ، ويوجد أربع إلى ثماني ثوانٍ بين النداءات؛ اصواته يمكن أن تصل إلى بعد يبلغ حوالي 1,000 قدم (300 م) . ووصف علماء الطيور في كورنيل، اصوات هذا الطير كأنها شبيهة باصوات «محرك سيارة لا يريد ان يدور». الذكور هم المطربين الأساسيين، على الرغم من أن الإناث يمكنهن الغناء  –  ولكن أغنيتهن أضعف وأعلى درجة، وحدة في الصوت  يبدأ الذكور في الغناء قبل وقت الفجر ويفضلون إصدار اصواتهم بصوت عالٍ، من اماكن عالية التي توفر افضلية لإتاحة توصيل الصوت، مثل؛ الأشجار أو اعمدة الهاتف أو الصبار الطويل أو من الأسطح. توجد ثماني أغنيات أخرى على الأقل بالإضافة للنداء الرئيسي. يتم إعطاء صوت «تكتكة» أو «طنين» لارسال نداء تحذير. صوت شبيه «بالهدير» يعتبر بمثابة دعوة للتزاوج وتحديد الهوية. يتم إطلاق صوت النداء الرئيسي بحيث ان تكون وضعية المنقار أعلى قليلاً من المستوى الأفقي، الامر الذي من شأنه ان يشد الريش الموجود في حلق الطائر، ويجعله يمتد بشكل ملحوظ من وضعه الطبيعي ويسبب اهتزازه أيضا. : 32

## موئله وتوزيعه

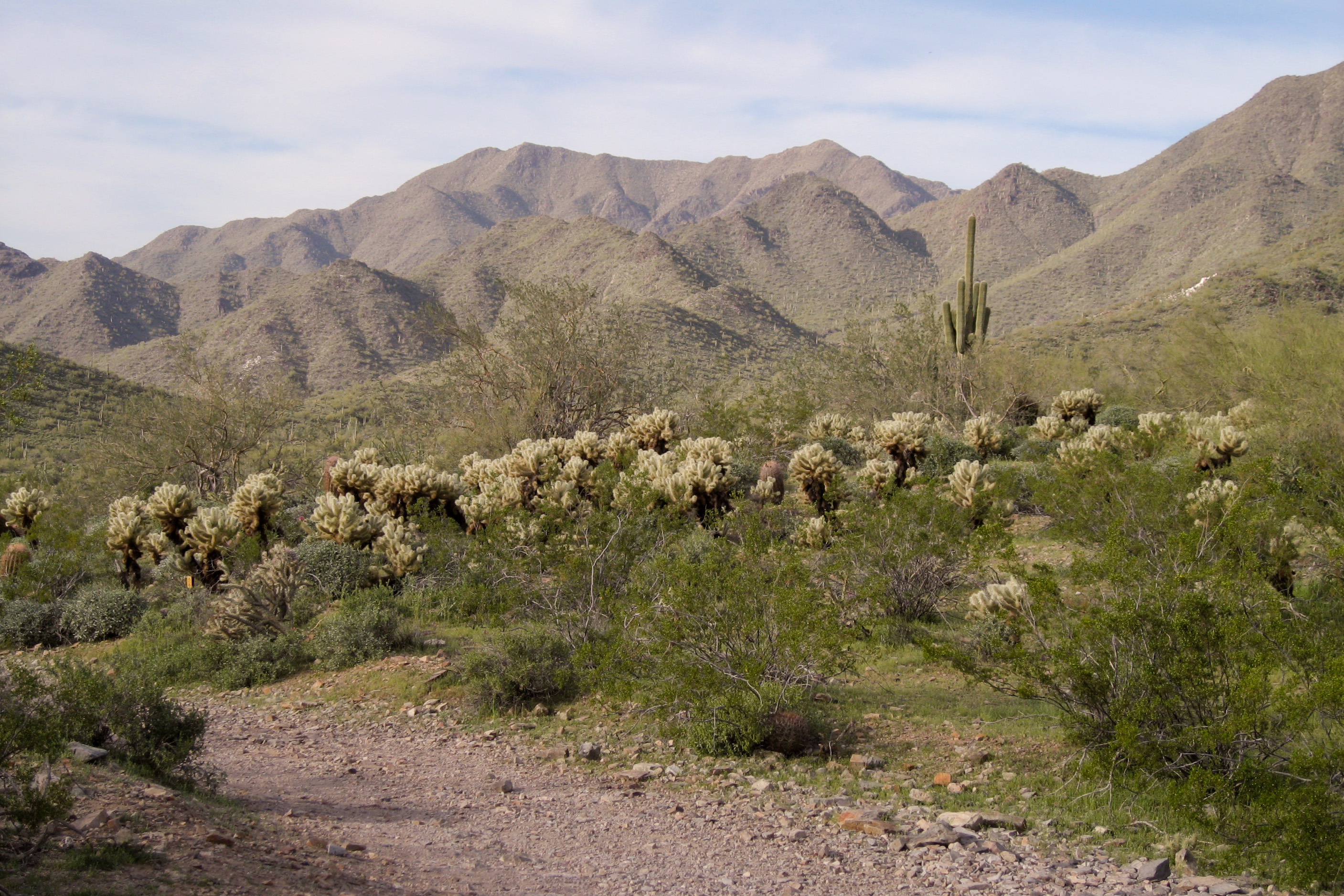
الموائل النموذجية ، مع تواجد نبات تشولا وفيرة. في جبال ماكدويل ، أريزونا.

نمنمة الصبار هو طائر الذي يعتاش في المناطق القاحلة والمناطق الشبه صحراوية، ويتطلب عمومًا، ضرورة وجود صبارًا شوكيًا في أمكنة وموائل عيشها، وذلك من أجل التكاثر والتعشيش. تشمل مواطن نمنمة الصبار صحراء شيواوية وصحراء سونورا. تعتبر طيور نمنمة الصبار غير مهاجرة،  وتؤسس مواقع ومواطن دائمة وتكون مستعدة للدفاع عنها بقوة وعنفوانية. المناطق التي يتخذها هذا الطير كموطن له هي عادة اراضي بمساحة حوالي 1.3 هكتار (3.2 أكر) إلى حوالي 1.9 هكتار (4.7 أكر). حجم المناطق وشكليتها، يتغير بدرجة قليلة جدًا خلال الموسم. : 18 تدافع هذه الطيور عن ارضها وموطنها من طيور أخرى عن طريق نفش ذيولها وريشها، وعن طريق التوبيخ بواسطة صياح صوتي. أي كائن الذي يستمر أو يديم التسلل قد يتسبب بقيام طيور نمنمة الصبار بمطاردته.
تتواجد طيور نمنمة الصبار فقط في الولايات المتحدة والمكسيك. في الولايات المتحدة، تتواجد في كاليفورنيا ونيفادا ويوتا وأريزونا ونيو مكسيكو وتكساس. في كاليفورنيا، يتواجد افراد هذا الطير بشكل أساسي على الساحل الجنوبي ويعيش بمناطق ارتفاعها تقدر بحوالي ما هو تحت 600 متر (2,000 قدم) ، ولكن تم العثور على مجموعات منه التي تعيش في ارتفاعات تصل إلى حوالي 950 متر (3,120 قدم) . تمثل ولاية نيفادا أقصى مدى للتواجد الشمالي لمجموعتها: يتواجد طير نمنمة الصبار في الطرف الجنوبي من هذه الولاية؛ الحد الشمالي الاقصى في هذه الولاية، الذي تتكاثر به مجموعة من الطيور هذه، هو في مقاطعة ناي بالقرب من تونوباه. في ولاية يوتا تتواجد هذه الطيور فقط في أقصى الجنوب الغربي. نطاقه في ولاية أريزونا واسع الانتشار في الجزء الجنوبي من الولاية، وعلى طول نهر كولورادو. في أريزونا، يتواجد هذا الطير على مستوى سطح البحر وحتى مستوى حوالي 1,400 متر (4,600 قدم). مجموعته المتواجدة في نيو مكسيكو تعيش في الجنوب، وصولاً إلى ريو غراندي وحتى المكسيك. قد يكون نطاقها في كل من ولايات نيو مكسيكو وتكساس ممدود نحو الشمال. تعيش طيور نمنمة الصبار في ولاية تكساس بين ارتفاع مستوى سطح البحر وحتى ارتفاع يبلغ حوالي 1,800 متر (5,900 قدم)، يتواجد هذا الطير في جميع أنحاء ولاية تكساس، وسطها، وحتى شرقها الأقصى مثل؛ مقاطعة ترافيس. في المكسيك، يتواجد ويعيش هذا الطير في سينالوا، سونورا، تشيهواهوا، كواهويلا، نيوفو ليون، هيدالجو، وفي جميع أنحاء باجا كاليفورنيا. على وسط هضبة المكسيك وفي ولاية نيو مكسيكو، تم العثور على مجموعات من هذه الطيور التي تعيش في ارتفاعات تصل حتى حوالي 2,000 متر (6,600 قدم). من الممكن، على ما يبدو، ان مجموعات من هذه الطيور تقوم بتوسيع نطاق معيشتها في باجا كاليفورنيا، لكنها غير متواجدة في الجبال أو داخل باجا.

## السلوك والبيئة
يعيش طير نمنمة الصبار ويتغذى بشكل عام على الطعام في أزواج أو في مجموعات عائلية من أواخر فصل الربيع حتى فصل الشتاء. تم الإبلاغ عن تكون مجموعات كبيرة من طيور نمنمة الصبار، ولكن يبدو أن هذه الظاهرة نادرة الحدوث للغاية. وقد لوحظت فقط في مناطق التي يتواجد بها الغذاء بوفرة، ولا يستمر هذا الحدث لفترة أطول من بضع ساعات. : 18-19 بما ان عملية التغذي لهذا الطير تحدث وهو على الأرض، يقضي بإقضاء معظم وقته على الأرض كذلك، وهو لا يعتبر طائر بارع أو قوي الطيران أيضا، حيث ان شكلية طيرانه تكون غير منتظمة وغريبة إلى حد ما  – طيرانه هو عبارة عن حركة التي يقوم بها برفرفرة اجنحته بصورة سريعة ويتخلل هذه الحركة حركة أخرى وهي توصف بالهبوط الجوي.

### التكاثر والتعشيش

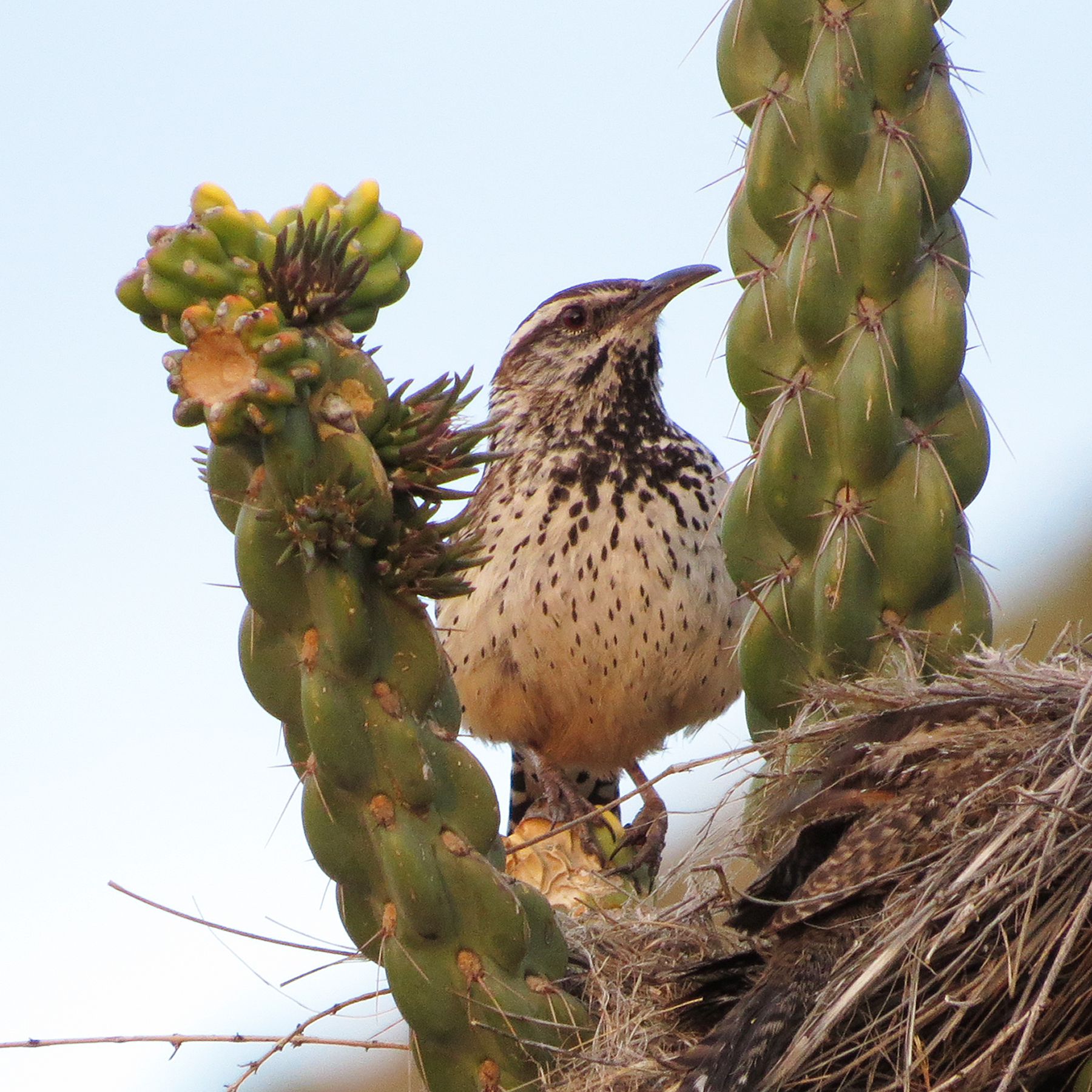
بجانب عش مفروش بواسطة ريش. التعشيش في نوع معين من نبتة التشولا (يسمى تشولا القفز) هو المفضل، ولكن قامت هذه النمنمة بالتعشيش في نوع أخر من نبتة التشولا.

يرتبط طير نمنمة الصبار بعلاقة زوجية دائمة، وتدافع الأزواج عن المنطقة التي تعيش فيها على مدار طول السنة. هناك دعوة تحية مميزة بين الطير وزوجه، حيث ينشرون أجنحتهم وذيولهم ويحدث مناداه بينهم وهي عبارة عن اطلاق اصوات حادة وقاسية. وتستخدم نفس هذه الحركات كتعبير عن بداية التزاوج والتكاثر، لكن يتم ذلك من دون طقوس المناداة التي تم وصفها سابقا. نظرًا لأن الذكور والإناث متطابقا المنظر والشكل، تتعرف هذه الطيور على أعضاء الجنس الآخر، عن طريق الاختلافات السلوكية وليس عن طريق الحجم أو اللون. الذكور هم أكثر عدوانية وأكثر تغريدا. : 34 تبدأ عروض التزاوج بصياح يشبه الهدير، وتنتهي بنقر خفيف. مدة عروض التزاوج أقصر بكثير من عروض التزاوج عند معظم أنواع الطيور، حيث تستغرق ما بين ثانيتين وثلاث ثوانٍ فقط. : يبدأ موسم التزاوج 35 في أواخر شهر فبراير ويستمر حتى خلال شهر مارس.
يبني هذا الطير اعشاشه في نبات الصبار (عادة تشولا، التين الشوكي، وساجوارو)، أو الأشجار الصحراوية الشائكة، أو نبتة الييوكا. يفضل هذا الطير بشكل واضح وملحوظ نبتة تشولا القفز لبناء عشه فيها، عند وفرة واتاحة هذه النبتة. : 22 متوسط تواجد وعلو الأعشاش عن الأرض هو حوالي 3 قدم (0.9 م) ،  وبشكل عام يكون علوها وبعدها من الأرض أقل من حوالي 10 قدم (3.0 م) ، ولكن تم توثيق ارتفاعات عالية جدا، حيث تم ايجاد اعشاش تتواجد بعلو يصل إلى حوالي 30 قدم (9.1 م). الأعشاش مدورة الشكل وكروية نوعا ما  –  ، حجمها وشكلها شبيه بكرة القدم الأمريكي أو كرة لعبة الركبي ويشبه شكلها أيضا الحقيبة الصغيرة. يتكون الجزء الخارجي للعش من الحشائش والأغصان والريش والأعشاب الضارة وغيرها من الحتات التي تكون خفيفة الوزن، بينما يتم تصفيف العش نفسه بالريش والزغب  –  والذي يكون مصدره من الصبار أو أنواع أخرى. تستخدم طيور النمنمة المتواجدة في بيئات مدنية وحضرية، مجموعة متنوعة بشكل أكبر من المواد المتوفرة، للقيام ببناء اعشاشها، بما في ذلك العديد من المواد التي يصنعها الإنسان مثل الورق، الخيوط، وانواع من النسيج، وبشكل خاص: ريش الدجاج، الذي يستخدم بكميات كبيرة عند توفره، لفرش وصفصفة العش. : 24 تكون المواد التي تستعمل لبناء العش بالمحيط المدني والحضاري متوفرة بكثرة والحصول عليها سهل أكثر، ولكن الاعشاش التي تبنى بهذه المواد تعتبر اقل قوة وثبات. : 28 يبنى العش بحيث ان يحوي مدخل شبيه بالأنبوب، يكون طوله حوالي 15 سنتيمتر (5.9 بوصة)، ويؤدي إلى تجويف العش الرئيسي. غالبًا ما يتم بناء مدخل العش بحيث ان يكون مواجه للرياح، من اجل الاستفادة منها للتبريد. يستغرق بناء العش ما بين يوم واحد وستة أيام، وتم التبليغ ان معدل الوقت الذي يستغرقه الطير لبناء العش هو حوالي 2.7 يوم. : 26 يركز زوج الطيور على بناء العش عادة فقط خلال الساعات الثلاث الأولى من كل صباح.
غالبا، يبني الطير عدة أعشاش في موسم التكاثر. العش الأول في الموسم قد يكون عشًا موجودًا ومستعمل من قبل بحيث يتم تجديده من قبل الطير ؛ وعادة يتم بناء باقي الأعشاش الأخرى واللاحقة من العدم. عادةً، لا يتم استخدام الأعشاش التي يستعملها البالغين للراحة، كأعشاش للتكاثر، كما أن هذه الاعشاش تكون مبنية بشكل اقل ثبوت وقوة. بالوقت الذي تضع به الأنثى بيوضها في العش الأول، يبدأ الذكر في بناء عش ثاني. بمجرد أن تبدأ الطيور الصغيرة الأولى بالبلوغ، تساعد الأنثى الذكر في بناء عش إضافي. بمجرد الانتهاء من بناء العش الجديد، تضع الانثى به بيوض جديدة. قد يتم تربية إلى ما يصل لثلاثة مجموعات من الصغار في سنة واحدة،  على الرغم من أن مجموعة واحدة أو اثنتين هي الحالات الأكثر شيوعًا. قد يتم محاولة تربية إلى ما يصل لستة من المجموعات في غضون عام واحد، ولكن من النادر أن ينجح وأن ينجو بالعيش أكثر من ثلاثة مجموعات.

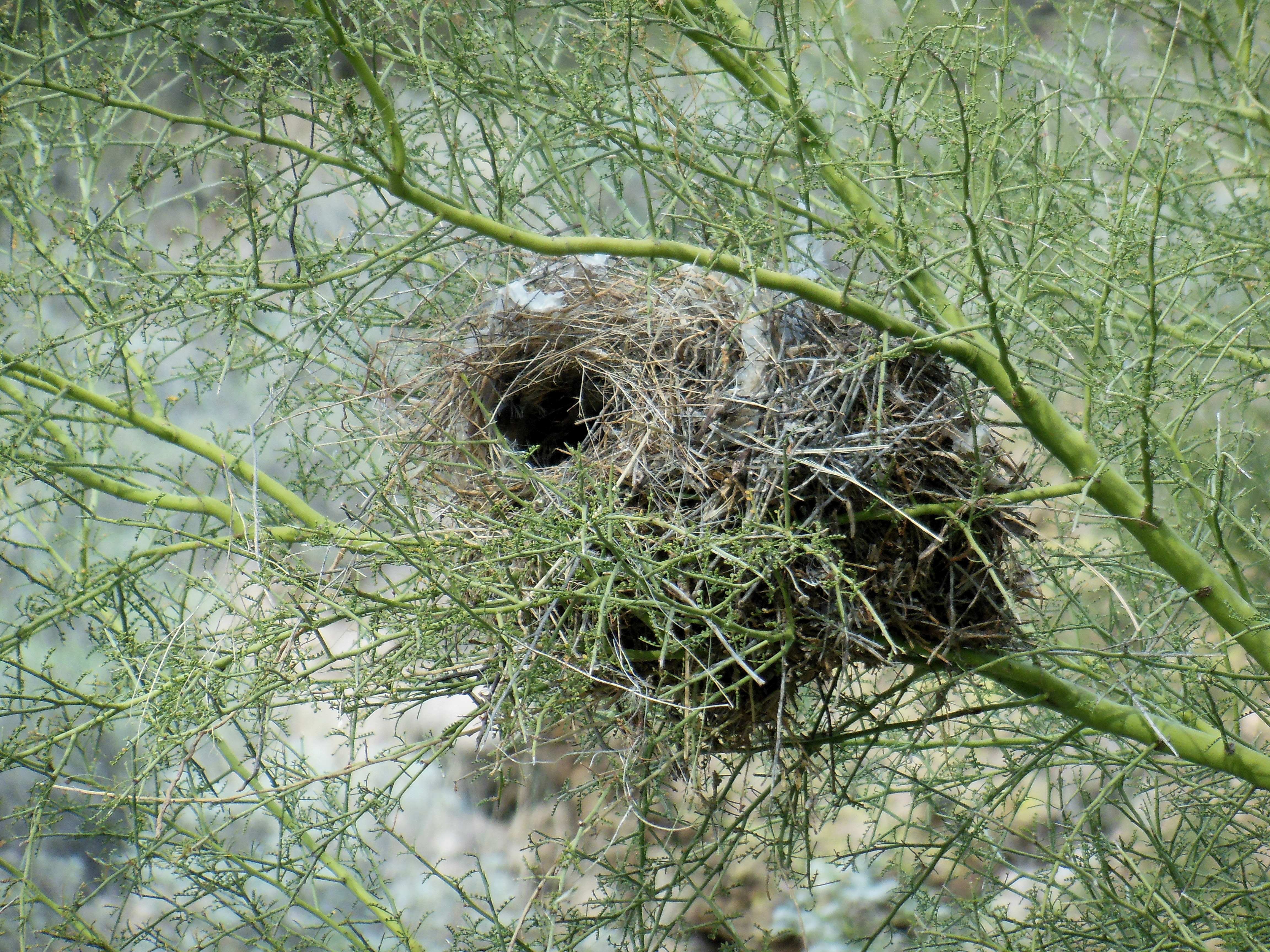
عش مبني على شجرة بالو فيردي ، ويظهر في الصورة مدخله الأنبوبي ، ومبناه ذو الشكل الكروي الفضفاض

يتم وضع البيض بعد مدة لا تتجاوز ال18 يومًا من بعد التزاوج، مع حدوث معظم عمليات وضع البيض في شهر مارس. : 73، 76 في عندما تحل ظروف مؤاتية ، يمكن وضع البيض في منتصف شهر يناير حتى ، : 73 ولكن عندما تتواجد هذه الطيور في اراضي في مرتفعات عالية، يتم تأجيل مهمة وضع البيض . تساقط الأمطار الموسمية الغزيرة تطيل عملية التكاثر: تم توثيق حالات التي بها تم ايجاد صغار في الأعشاش في أواخر شهر أغسطس. عادةً تضع انثى نمنمة الصبار حتى ثلاث أو أربع بيضات (على الرغم من انه تم توثيق حالات التي تواجد بها إلى ما يصل سبعة بيضات) تكون البيوض ناعمة الملمس وبيضاوية الشكل ، لونها هو ما بين الأبيض والوردي الباهت وتكون مغطاة ببقع بنية اللون. حجم البيض هو حوالي 23 مليمتر (0.91 بوصة) × 17 مليمتر (0.67 بوصة) ومتوسط وزنه هو حوالي 3.57 غرام (0.126 أونصة). بداية وضع البيض يكون حوالي بعد أسبوع من اكتمال بناء العش ، مع وضع بيضة واحدة يوميًا في كل صباح. تستغرق حضانة البيوض حوالي 16 يومًا، ويتم إنجاز ذلك عن طريق الإناث فقط. من المعروف أن طيور نمنمة الصبار تدمر بيوض واعشاش الطيور الأخرى القريبة منها ، لكنها لا تعاني من ولا تمارس تطفل الاعشاش.
تولد الصغار بشكل غير متزامن، أي ليس بنفس الوقت، عيونها تكون منغلقة ، وبمعظم الاوقات تكون صلعاء ، مع بقع متناثرة من الزغب الأبيض. يتم إطعامهم (معظم الغذاء عبارة من حشرات) من قبل كلا الوالدين. يصدر الصغار أصوات توسل منذ بداية عمر لا يتجاوز اليومين ، مع تطور اصواتها مع تقدمها بالجيل. تعتمد الفراخ على والديها في الأسابيع الثلاثة الأولى بعد الفقس. تفتح الطيور الصغيرة عيونها بعد فترة تتراوح بين ستة وثمانية أيام ، وينمو الريش ابتداءً من ثمانية أيام بعد الفقس (على الرغم من ظهور بعض الريش في وقت مبكر، كيومين من الفقس). يصل طول الريش لطول ريش الطيور البالغة، بعد حوالي عشرين يومًا. تصل الطيور الصغيرة لوزنها البالغ بعد حوالي 38 يومًا ، وتحصل على الاستقلال من اهلها بعد ما بين 30 إلى 50 يومًا من الفقس. قد يبقى الصغار في الأراضي التي يعيش فيها والديها لفترة من الوقت بعد جيل البلوغ ،  ولكن يتم طردهم بعد ذلك عند حلول موسم التكاثر التالي. الطيور الصغيرة التي تبلغ ولا تغادر اراضي اهلها، قد تساعد في رعاية سلسلة من الطيور الصغيرة التي يقوم والديها بانجابها لاحقا.

### التغذية

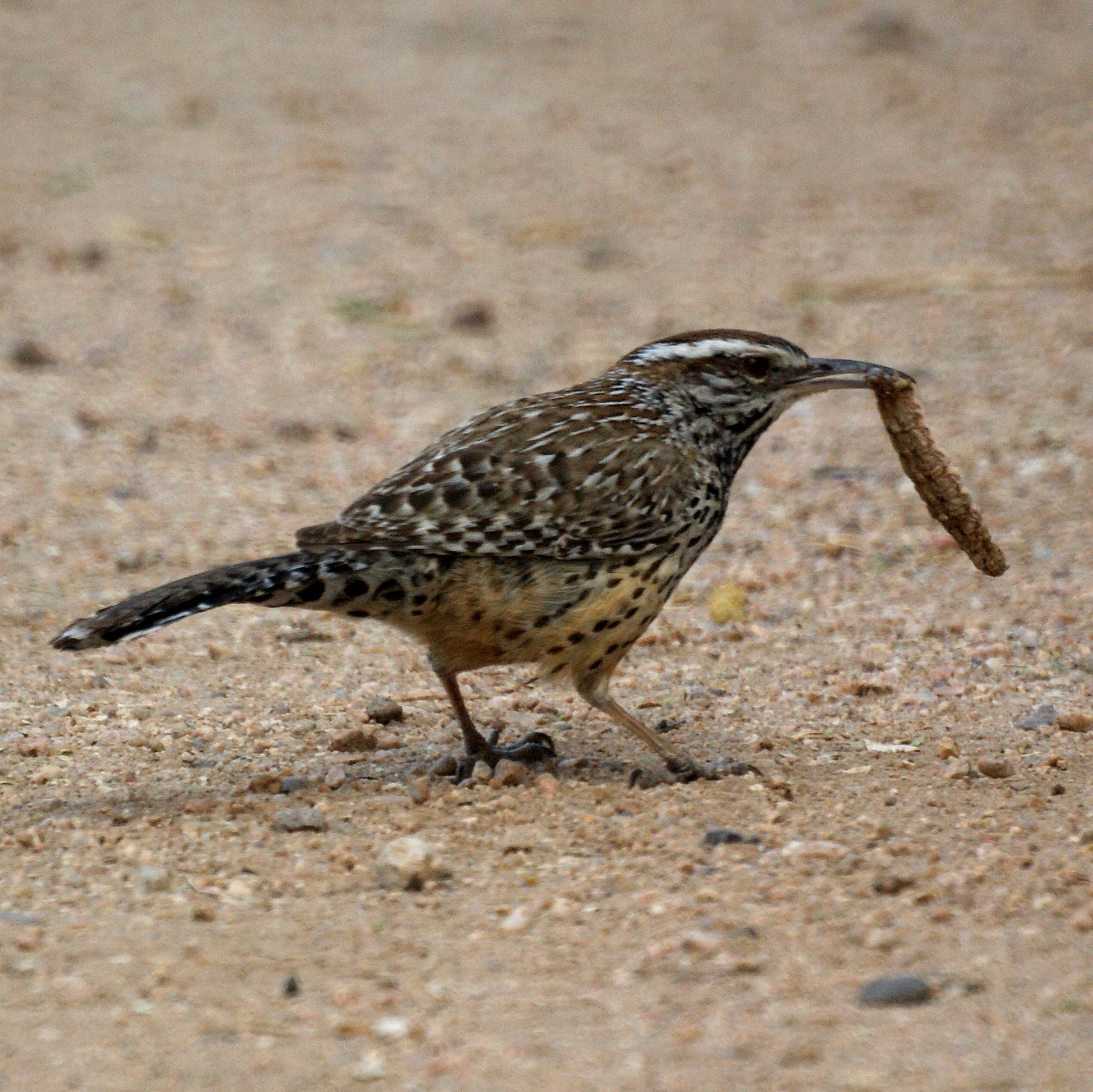
صورة تظهر تفضيل هذا الطير للتغذي وهو على الأرض، حيث يظهر مع فريسة من الحشرات التي قام لتوه بصيدها

طيور نمنمة الصبار تأكل الحشرات بشكل اساسي ، مثال على ذلك، النمل والخنافس والجراد والنمل الأبيض والدبابير. تتغذى أيضًا على البذور والفواكه والرحيق وحتى الزواحف الصغيرة. يبدأ الطير بالبحث عن الطعام في وقت متأخر من الصباح ويكون البحث في عدة اماكن: تبحث طيور نمنمة الصبار عن الطعام تحت أوراق الشجر والقمامة الأرضية وتقوم بتقليب شتى الاغراض بحثا عن الحشرات ؛ وكذلك تبحث عن الغذاء في أوراق الشجر، وفي فروع واغصان النباتات التي تكون كبيرة الحجم. لقد تعلم بعض الأفراد من هذا الطير أن يأخذوا الحشرات التي علقت في رادياتير السيارة. في درجات حرارة متزايدة، يحدث تحول في سلوكه بما يخص البحث عن الطعام، مقارنة بالبحث عن الطعام في مناخ الذي يسوده الظل والبرودة ، خيث يتباطأ النشاط خلال فترة ما بعد الظهيرة عند الحر الشديد. ويكون ذلك جزئيًا من أجل للحفاظ على المياه ،وللتنظيم الحراري، ولكن أيضًا لأن فرائسه المكونة من حشرات تكون أكثر بطئًا، وبالتالي، يكون أسهل التقاطها في درجات حرارة باردة. يحصل هذا الطير تقريبًا على جميع احتياجته المائية من الطعام ، ونادراً ما يستغل وجود المياه الراكدة المتوفرة ، حتى ولو تم العثور عليها. يتمكن طير نمنمة الصبار من البقاء على قيد الحياة ككائن الذي لا يحتاج لمصدر مياه. يعد تناول ثمار الصبار مصدرًا مهمًا للمياه بالنسبة لهذه الطيور، وقد شوهد أفراد هذا الطير وهم يشربون عصارة الصبار من الفتحات التي يحفرها نقار الخشب جيلا. كما ويقوم طير نمنمة الصبار باحتساء رحيق من أزهار نبتة الساجوار، ويأكل الحشرات المحبوسة في داخل هذه الازهار أيضا، ويعمل كملقح للنباتات خلال قيامه بهذه العملية. : 187 يقوم الوالدان بإطعام صغارهما حشرات كاملة الحجم ، الا أنهم قد يزيلون الأجنحة أو الساقين أولاً من هذه الحشرات. وجدت إحدى الدراسات أن معدل الاحتياجات من السعرات الحرارية لفرخ في طور مراحل النمو، يصل لحوالي 15 جندبًا متوسط الحجم يوميًا.

### معيشته وطرق نجاته

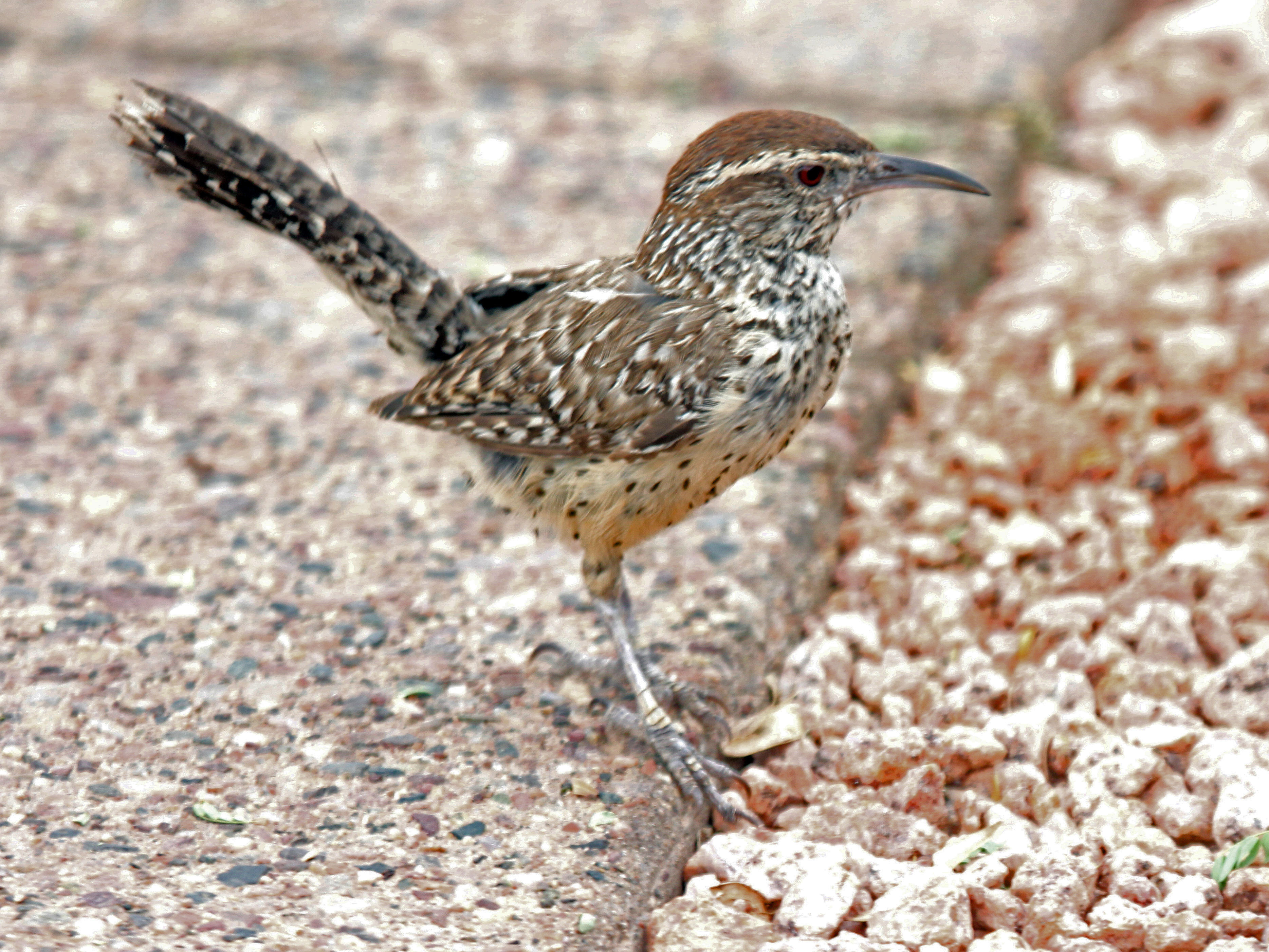
طير نمنمة الصبار، الذي أكمل مرحلة البلوغ حديثا، على جانب الطريق

الأعشاش التي تبنى في الصبار توفر درجة من الحماية للفراخ اليانعة. مع ذلك ، حتى مع وجود الصبار ، تكون الصغار معرضة للافتراس من قبل الثعابين. عندما يتم تهديدهم ، لوحظ أن الصغار في العش يحاولون اتخاذ وضعية معينة من اجل الاندماج مع شكل العش، حيث تقوم هذه الصغار بتسطيح جسدها على جدران العش. تتعرض الطيور البالغة للاعتداء من قبل حيوانات القيوط، والثعالب، والصقور، والنسور الصلعاء، والقطط المنزلية، ومن قبل الجواب الكبير. عند اكتشاف حيوان مفترس ، تقوم طيور نمنمة الصبار عادة بالتجمهر حواليه وتوبيخه بصوت عالٍ. أيضا تقوم هذه الطيور بملاحقة وطرد الحيوانات المفترسة عند تواجدها على الأرض التي تغيش بها أو أي متسلل اخر. عادةً، تكون نداءات الإنذار، لشد انتباه باقي افراد هذه الطيور لوجود حيوانات مفترسة، عبارة عن طنينًا منخفض الحدة ، أو أحيانًا تكتكة متكررة. عند وجود طيور مفترسة، تقوم الطيور البالغة بمحاولة الاقتراب من سطح الأرض أو ترك الأماكن التي تقوم باصدار نداءها واتصالها منها.
يمكن أن يعيش طير نمنمة الصبار لمدة خمس سنوات على الأقل في البرية ،  : 152 ولكن متوسط العمر هو سنتان للذكور ، و 1.3 سنة للإناث. انخفاض عدد افراد هذا الطير سنة بعد سنة هو مرتفع ، وغالبا ما يكون نتيجة الافتراس. كل سنة، يتم خسارة تقريبا ثلث مجموعات الفراخ التي يتم وضعها. تعتبر الفراخ أكثر عرضة للافتراس ، وقد يفشل الطير البالغ في بعض الاحيان من ارشاد الصغار إلى اماكن التعشيش الأخرى. الفراخ التي تترك خارج الاعشاش خلال الليل وضحاه، تكون معرضة بشكل كبير جدا للافتراس. يبدو أن السبب الرئيسي لوفاة الفراخ، هو الجوع، وذلك بسبب قلة خبرتها فيما يتعلق بالبحث عن الطعام. : 195
تؤثر العديد من الطفيليات على نمنمة الصبار. أظهرت دراسة أجريت على طيور نمنمة الصبار في كاليفورنيا، أن الطفيلي الشائع الذي يتطفل على هذه الطيور، هو طفيل أفيفيلاريس (نوع من الدودة الطفيلية المكروفيلاريا)، التي تنتشر عن طريق الحشرات التي تقوم بالعض. المعرفة حول دورة حياة الديدان هي ضحيلة، ما هو معروف انها تعتبر غير قابلة للانتقال إلى البشر.

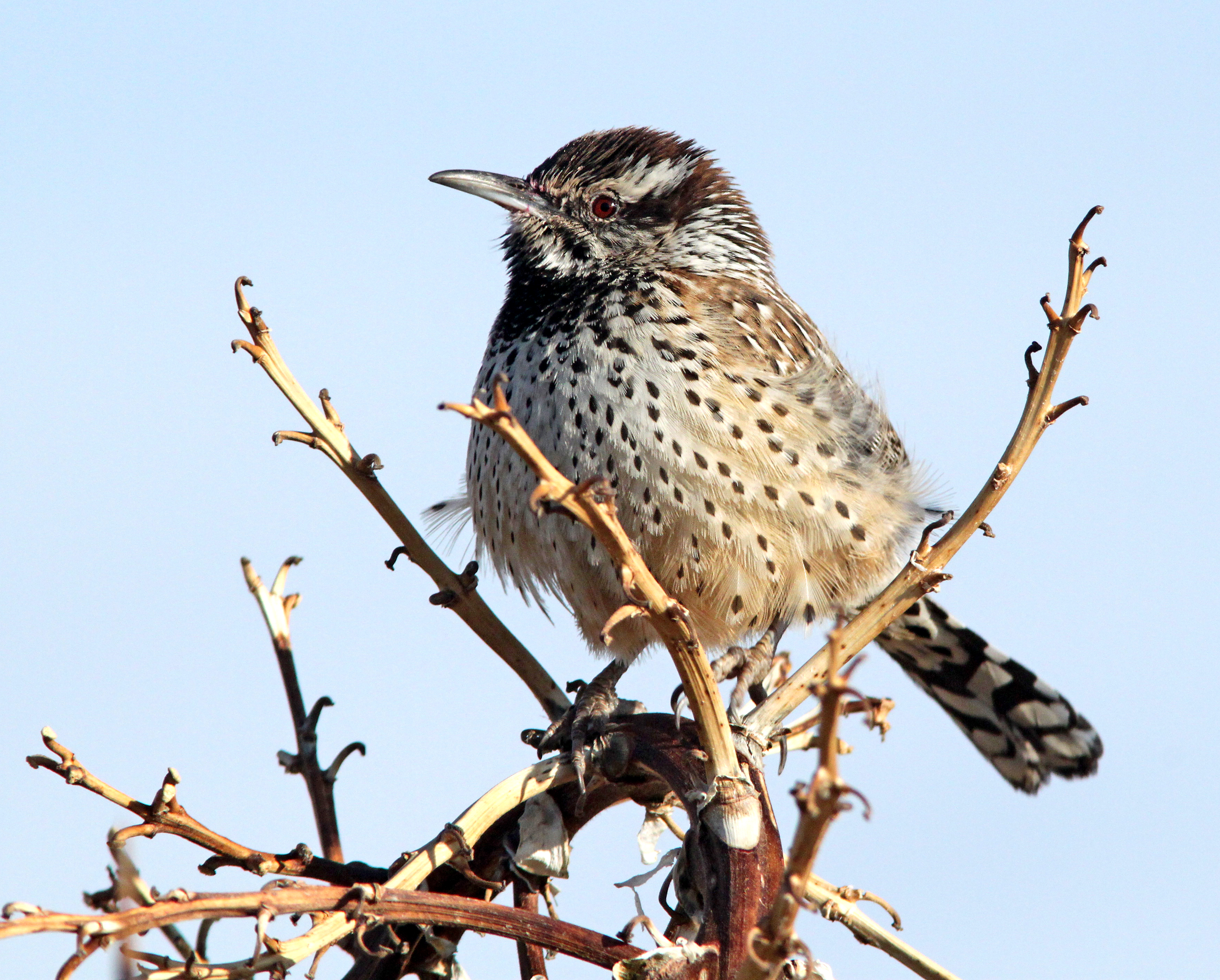
يمكن لأي مكان ذو ارتفاع ، وليس فقط الصبار ، ان يكون بمثابة مكان للراحة وللهروب من الحيوانات المفترسة الموجودة على الأرض.

الصراع والقتال بين نمنمة الصبار وطيور أخرى هو امر شائع الحدوث عند اشتباك نطاقات امكنة المعيشة بينه وبين نطاقات أمكنة المعيشة لهذه الطيور. التعارك على الطعام هو امر نادر ، ولكن التعارك من اجل حماية الصغار هو عراك متكرر وشديد، حيث تقوم طيور نمنمة الصبار والطيور الأخرى بهدم اعشاش الطرف الآخر، ولكن بشكل عام يتم هدم الاعشاش المخصصة للراحة وليس الاعشاش المخصصة للتكاثر. لذلك التعارك خلال موسم التكاثر يكون اقل حدة وأقل صرامة.

## العلاقة بالبشر
نمنمة الصبار هو الطائر الرمزي لولاية أريزونا. تم تعيينه كذلك في تاريخ 16 مارس 1931؛ من قبل الهيئة التشريعية لولاية أريزونا في مجلس النواب رقم 128.

## الحالة
طيور نمنمة الصبار منتشر بكثرة في معظم مداها الأصلي ، على الرغم من أنه من الممكن ان أعدادها آخذه بالتناقص في تكساس وجنوب كاليفورنيا. يصنف الاتحاد الدولي لحفظ الطبيعة عدد افراد هذا الطير على أنه «يتناقص»، لكنه يصنف حالة حفظ النوع على أنها أقل أهمية (أي لا يعتبر كائن مهدد بخطر الانقراض). تشير التقديرات الحالية إلى أن هذا النوع يصل عدد افراده إلى حوالي سبعة ملايين فرد ، مع وجود أكثر من النصف بقليل لهذا العدد في المكسيك ، والباقي في الولايات المتحدة. انخفض عدد افراد هذا الطير بنسبة 55 ٪ بين عامي 1966 و 2015. لم يكن هذا الانخفاض ثابتًا بين كل المجموعات المتواجدة : انخفض عدد افراد المجموعات المتواجدة في الولايات المتحدة أكثر من افراد المجموعات المتواجدة في المكسيك ، ولكن في بعض المجموعات المتواجدة في الولايات المتحدة  –  كما هو الحال في نيفادا ونيو مكسيكو وصحراء تشيهواهوان  –  ازداد عدد افراد المجموعات. واجهت مجموعات طيور النمنمة في ولاية تكساس أكبر انخفاضات من حيث العدد ، تليها ولاية أريزونا وكاليفورنيا.
يواجه افراد المجموعات المتواجدة في المناطق الساحلية في جنوب كاليفورنيا تهديدات بسبب فقدان الموائل نتيجة لتطوير الضواحي. تم تجزئة مجموعات من هذه الطيور بسبب التحضر وبناء المدن ، مما قد يؤدي إلى التغيير الوراثي بين مجموعة معزولة الإقامة والمجموعات الباقية ويمكن أن يهدد ذلك نسبة نجاح تكاثر هذا الطير بشكل عام. أنواع مماثلة لهذا النوع من الطير، التي تعشش في الأراضي الساحلية (وهو مكان تعشيش نمنمة الصبار الساحلية أيضا)، واجهت مستويات عالية من الانقراض المحلي.
تعتبر تجزئة الموائل مشكلة كبيرة عبر نطاق معيشة طيور نمنمة الصبار. واجه افراد هذا الطير في المدن انخفاضات حادة بشكل خاص. أدى تدهور الموائل المتواجدة على الحدود بين الموائل / المدن الجديدة إلى خسارة عامة بعدد هذه الطيور. وقد أظهرت الدراسة أن الحريق له تأثير كبير على طيور نمنمة الصبار بسبب عادة تمسكها بأراضيها ، حيث يستمر افراد هذا الطير بالعيش بالمناطق التي احترقت ولكن فقط في البقع التي لم تحترق. فوق كل هذه التحديات، عدم مقدرة طيور نمنمة الصبار بالانتشار إلى اماكن أخرى تفاقم هذه المشاكل: فكل جيل لاحق من الطيور هذه لن يسافر عادة بعيدًا لإنشاء منطقة جديدة للتكاثر بها. تؤسس بشكل عام معظم الطيور حديثة البلوغ ، بمجرد طردها من أراضي آبائها، مناطق جديدة مجاورة مباشرة للمناطق التي يعيش بها والديها. وتشمل التعقيدات الأخرى التي تهدد بقاء هذا النوع من الطيور، الأعشاب المجتاحة، التي تغطي مساحة كبيرة وبالتالي مكان اقل للطيور للبحث عن الطعام بها، حيث أن طيور النمنمة تفضل البحث عن الغذاء في المناطق المفتوحة في معظم الحلات. القطط المنزلية تصطاد أيضا نسبة عالية من الطيور المتواجدة في المناطق المدنية. على الرغم من التهديدات التي تواجهها، أثبتت طيور نمنمة الصبار أنها قابلة للتكيف، حتى بالذات مع التعديلات البشرية. يمكنها البقاء في بيئات متدهورة البنية، ما دام يوجد موائل تعشيش مناسبة، مثل الصبار الشوكي.

## قراءة اضافية
- Anderson، A.H.؛ Anderson، A. (1957). "Life history of the cactus wren. Part I: Winter and pre-nesting behavior" (PDF). Condor. ج. 59 ع. 5: 274–296. مؤرشف من الأصل (PDF) في 2019-12-20.
- Anderson، A.H.؛ Anderson، A. (1959). "Life history of the cactus wren. Part II: The beginning of nesting" (PDF). Condor. ج. 61 ع. 3: 186–205. مؤرشف من الأصل (PDF) في 2019-12-20.
- Anderson، A.H.؛ Anderson، A. (1960). "Life history of the cactus wren. Part III: The nesting cycle" (PDF). Condor. ج. 62 ع. 5: 351–369. مؤرشف من الأصل (PDF) في 2019-12-20.
- Anderson، A.H.؛ Anderson، A. (1962). "Life history of the cactus wren. Part IV: Development of nestlings" (PDF). Condor. ج. 63 ع. 1: 87–94. مؤرشف من الأصل (PDF) في 2019-12-20.
- Anderson، A.H.؛ Anderson، A. (1962). "Life history of the cactus wren. Part V: From fledging to independence" (PDF). Condor. ج. 64 ع. 3: 199–212. مؤرشف من الأصل (PDF) في 2019-12-20.
- Anderson، A.H.؛ Anderson، A. (1963). "Life history of the cactus wren. Part VI: Competition and survival" (PDF). Condor. ج. 65 ع. 1: 29–43. مؤرشف من الأصل (PDF) في 2019-12-20.
- Armstrong، Edward A. (1953). "Nidicoles and Parasites of the Wren" (PDF). The Irish Naturalists' Journal. ج. 11 ع. 3: 57–64. مؤرشف من الأصل (PDF) في 2020-03-13.
- Rea، A.M.؛ Weaver، K. (1990). "The taxonomy, distribution, and status of coastal California cactus wrens" (PDF). Western Birds. ج. 21 ع. 3: 81–126. مؤرشف من الأصل (PDF) في 2020-03-13.